# Konkrement

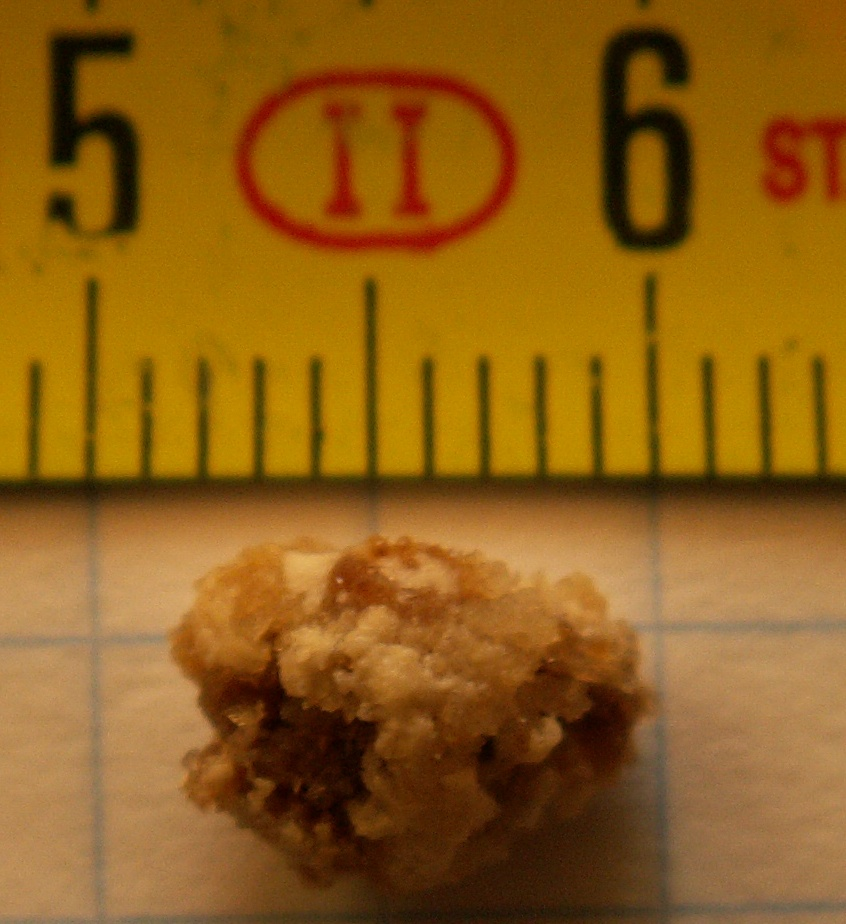
En 8-mm njursten.

Konkrement (latin: calculus, lithiasis) är sjukliga utfällningar av salter med stenbildningar i organ, till exempel gallsten och njursten, som kan orsakas av olika medicinska tillstånd. Bildningen kallas även lithiasis och grundas på vissa gemensamma principer för de platser där de förekommer.

## Typer av lithiasis
I njursystemet (njurar, urinledare, urinblåsa, urinrör) kan bildningen utgöra en av, eller blandning av, flera kompositioner. De vanligaste kompositionerna innefattar oxalat och urat (jämför gikt).
I gallblåsan och gallgången sker stenbildningen i första hand från gallsalter och kolesterolderivat.
Bildning i näsgångarna är sällsynt förekommande.
Konkrement i magtarmkanalen (enteroliths) kan vara mycket stora och enskilda bildningar med vikt på flera kilo har rapporterats hos hästar.
Konkrement är vanligtvis asymptomatiska och stora bildningar kan ha krävt många år för att växa till sin storlek.